# قائمة مدربي إنتر ميلان
هذه قائمة المدربين الذين قاموا بتدريب نادي إنتر ميلان الإيطالي.